# قشلاق يوسفلو
قشلاق يوسفلو هي قرية في مقاطعة خدا أفرين، إيران. عدد سكان هذه القرية هو 56 في سنة 2006.